# Movistar Arena
Movistar Arena is een multifunctionele indoorarena met 17.000 zitplaatsen in Santiago, Chili . Het bevindt zich in O'Higgins Park, in het centrum van Santiago . De hoofdstructuur werd gebouwd in 1956, maar het bleef onvoltooid tot 1999 toen het dak werd voltooid.
De koper Peter Hiller opende het gebouw op 15 april 2006, als de Arena Santiago met een zitplaatscapaciteit van 12.000. Telefónica 's mobiele telefoon divisie Movistar kocht de naamrechten van het stadion op om de naam te veranderen op 6 oktober 2008. Bovendien werd de capaciteit uitgebreid met 5.000 zitplaatsen. Het is een van de grootste multifunctionele arena's in Zuid-Amerika, met een totale oppervlakte van 44.000 m². Tijdens concerten kunnen nog eens 3.000 zitplaatsen op het veld worden geplaatst, waardoor de totale capaciteit oploopt tot zo'n 17.000 zitplaatsen.